# 格魯內霍格納峰
72°3′S 2°47′W / 72.050°S 2.783°W
格魯內霍格納峰是南極洲的山峰，位於毛德皇后地的瑪塔公主海岸，屬於阿爾曼嶺的一部分，處於利耶奎斯特高地以北4公里，由挪威製圖師根據測量和空中照片繪入地圖。